# Herrmann Zschoche

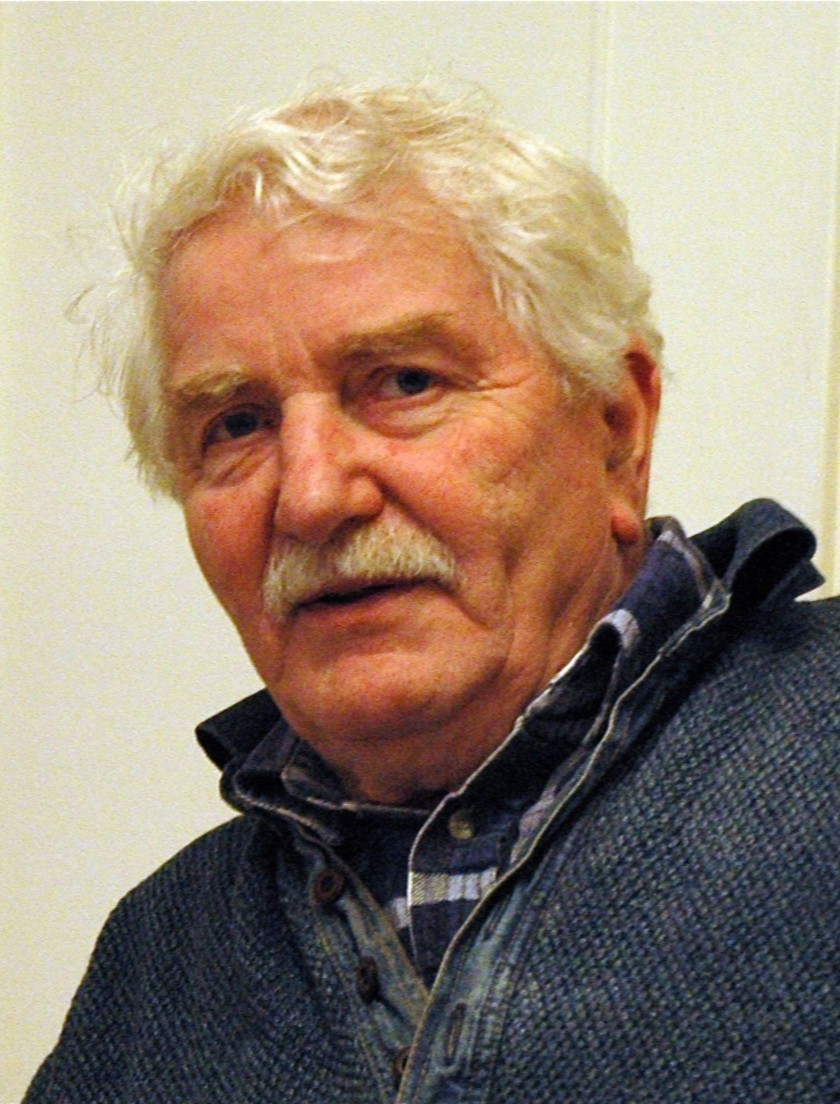
Herrmann Zschoche.

Herrmann Zschoche (Dresde, 25 de noviembre de 1934) es un guionista y director de cine alemán. Dirigió para la Deutsche Film AG numerosas películas para niños y jóvenes, y su obra Siete pecas se convirtió en un clásico. A partir de 1990 se centró en dirigir series para la televisión. Desde 1997 se dedica a escribir libros de no ficción y a labores editoriales.

## Vida
Se interesó desde joven por el cine, y en sus tiempos de escuela perteneció a un círculo de Super-8 SMPTE. Después de su Abitur, en la década de 1950 trabajó como asistente y cámara en el noticiario de la República Democrática Alemana (RDA) Aktuelle Kamera. Durante su aprendizaje rodó, entre otros, con Ernst Hirsch en las películas sobre el Palacio de Pillnitz y el Zwinger.
Entre 1954 y 1959 estudió una licenciatura de dirección en la Hochschule für Film und Fernsehen Potsdam, y después empezó a trabajar como asistente de dirección para la Deutsche Film AG. Trabajó para Frank Beyer en Königskinder, y colaboró con Gerhard Klingenberg en Was wäre, wenn…?. A partir de 1961 empieza a trabajar como director. Debuta con la película infantil Das Märchenschloß. En los años posteriores prosiguió filmando películas infantiles como Lütt Matten und die weisse Muschel, adaptación de la obra de Benno Pludra, o en la coproducción alemano-checoslovaca Die Igelfreundschaft, basada en una obra de Martin Viertel.
Rodó en 1965 Karla, basada en un proyecto de Ulrich Plenzdorf, y trata sobre el fracaso de una joven profesora recién salida de la universidad; fue prohibida en el Undécimo Pleno del Comité Central del Partido Socialista Unificado de Alemania de 1966. La película, a la que se le reprochó su escepticismo y su pesimismo, se estrenó en junio de 1990. Algo similar ocurrió con la película de 1977 Feuer unter Deck, que no consiguió la autorización para ser estrenada tras la fuga ese verano del protagonista, Manfred Krug, a Alemania Occidental. Era una comedia sobre el capitán de un vapor de ruedas que debe desprenderse de su querido barco; finalmente se emitió directamente en televisión en el año 1979. La película del año 1983 Insel der Schwäne no se pudo estrenar de primeras, y tuvieron que realizarse varios cambios, entre ellos incluir un final optimista, para que pudiera ser proyectada.
Después de la década de 1970 volvió a dirigir trabajos destinado a un público infantil y juvenil. Alcanzó definitivamente el éxito con la película estrenada en 1978 Siete pecas, donde empleó a actores aficionados. Gracias a ella le otorgaron el Preis der Filmkritik der DDR y el Nationalen Filmpreis. En un año acudieron a verla 1,2 millones de espectadores, y se convirtió en uno de los clásicos juveniles de la Deutsche Film AG. La última película que rodó para la productora estatal fue la continuación de Siete pecas, Grüne Hochzeit, en el año 1989.
Después de Die Wende trabajó en series como Tatort hasta que en 1997 empezó a dirigir la serie Kurklinik Rosenau.
Cuando dejó la dirección se dedicó a la escritura. Publicó textos de viajes y libros sobre distintos pintores, como Caspar David Friedrich.
Estuvo casado con la actriz Jutta Hoffmann. En el año 2002 publicó su autobiografía, Sieben Sommersprossen und andere Erinnerungen.

## Filmografía
| - 1961 Das Märchenschloß - 1962 Das Stacheltier - 1962 Die Igelfreundschaft - 1964 Lütt Matten und die weiße Muschel - 1965 Engel im Fegefeuer - 1965 Karla - 1968 Leben zu zweit - 1969 Weite Straßen – stille Liebe - 1972 Eolomea - 1974 Liebe mit 16 - 1976 Philipp, der Kleine - 1977/1979 Feuer unter Deck - 1978 Siete pecas - 1979 Addio, piccola mia (actor) - 1980 Und nächstes Jahr am Balaton - 1980 Glück im Hinterhaus - 1981 Bürgschaft für ein Jahr | - 1983 Insel der Schwäne - 1985 Hälfte des Lebens - 1987 Die Alleinseglerin - 1989 Grüne Hochzeit - 1991 Das Mädchen aus dem Fahrstuhl - 1991 Drei Damen vom Grill (serie de televisión) - 1992 Hier und jetzt (serie de televisión) - 1993 Wo das Herz zu Hause ist (TV) - 1993 Geschichten aus der Heimat – Beziehungskisten/Teufelsbräute/Der Hundertjährige (TV) - 1994 Natalie – Endstation Babystrich - 1994 Die Schamlosen (TV) - 1995 Tatort – Tödliche Freundschaft (serie de televisión) - 1995 Kommissar Rex – Der maskierte Tod (serie de televisión) - 1996–1997 Kurklinik Rosenau (serie de televisión) |

## Publicaciones (selección)
- 1998 Caspar David Friedrich auf Rügen
- 2000 Caspar David Friedrich im Harz
- 2006 Caspar David Friedrich – Die Briefe (como editor)
- 2007 Bilder einer Kindheit: das malerische Tagebuch der Brüder Retzsch 1795–1809 (como editor)
- 2007 Caspar David Friedrichs Rügen. Eine Spurensuche
- 2011 Georg Heinrich Crola 1804–1879. Erinnerungen eines Landschaftsmalers

## Premios

### Preis der Filmkritik der DDR
- 1978 Mejor película de actualidad por Siete pecas
- 1981 Mejor película de actualidad por Bürgschaft für ein Jahr
- 1981 Mejor película por Bürgschaft für ein Jahr

### Nationales Spielfilmfestival der DDR
- 1980 Premio especial del jurado por Siete pecas
- 1982 Mejor dirección por Bürgschaft für ein Jahr
- 1986 Premio del público por Hälfte des Lebens

### Otros premios
- 1979 Premio Nacional de la RDA
- 2014 Hölderlin-Ring